# موش خرگوشی کپریکورن
موش خرگوشی کپریکورن (نام علمی: Conilurus capricornensis) گونه‌ای از جوندگان منقرض‌شده از کوئینزلند استرالیا است. بر اساس بقایای دندانی پلیستوسن و هولوسن در سال ۲۰۱۰ به عنوان یک گونه جدید توصیف شد. این نام به غارهای کپریکورن در کوئینزلند اشاره دارد و یکی از مکان‌هایی که بقایای آن در آن کشف شده است. برخی از مواد زیرفسیلی مربوط به سکونت اروپاییان در استرالیا است، بنابراین، موش خرگوشی کریکورن یک انقراض نوین است. از آنجایی که بررسی هدفمندی برای موش خرگوشی کپریکورن انجام نشده است، امید کمی برای بقای آن وجود دارد، اگرچه احتمال آن بعید است.